# Caravanserai
Caravanserai – czwarty album studyjny Santany wydany w 1972 r. Ostatni album z udziałem Gregga Roliego.

## Lista utworów
Opracowano na podstawie materiału źródłowego.
| 1.  | "Eternal Caravan of Reincarnation" (Rutley/Schon/Shrieve)   | 4:28  |
|     |                                                             |       |
| 2.  | "Waves Within" (Rauch/Rolie/Santana)                        | 3:54  |
|     |                                                             |       |
| 3.  | "Look Up (to See What’s Coming Down)" (Rauch/Rolie/Santana) | 3:00  |
|     |                                                             |       |
| 4.  | "Just in Time to See the Sun" (Rolie/Santana/Shrive)        | 2:18  |
|     |                                                             |       |
| 5.  | "Song of the Wind" (Rolie/Santana/Schon)                    | 6:04  |
|     |                                                             |       |
| 6.  | "All the Love of the Universe" (Santana/Schon)              | 7:40  |
|     |                                                             |       |
| 7.  | "Future Primitive" (Areas/Lewis)                            | 4:12  |
|     |                                                             |       |
| 8.  | "Stone Flower" (Jobim/Santana/Shrieve)                      | 6:15  |
|     |                                                             |       |
| 9.  | "La Fuente del Ritmo" (Lewis)                               | 4:34  |
|     |                                                             |       |
| 10. | "Every Step of the Way" (Shrieve)                           | 9:05  |
|     |                                                             |       |
|     |                                                             | 51:30 |
|     |                                                             |       |

## Twórcy
Opracowano na podstawie materiału źródłowego.
- Michael Shrieve – instrumenty perkusyjne, perkusja, producent
- José Chepitó Areas – perkusja, konga, instrumenty perkusyjne, producent
- Gregg Rolie – keyboard, pianino, wokal
- Doug Rauch – bas, producent, inżynier
- Mike Carabello – perkusja, konga, tamburyn, wokal, producent
- John Fiore – inżynier
- Rico Reyes – perkusja, wokal
- Carlos Santana – gitara, wokal, producent
- Neal Schon – gitara, producent

## Listy sprzedaży
| Lista           | Kraj              | Pozycja |
| --------------- | ----------------- | ------- |
| Billboard 200   | Stany Zjednoczone | 8       |
| ARIA Charts     | Australia         | 16      |
| UK Albums Chart | Wielka Brytania   | 6       |